# Fachinal
Fachinal är en ort i Argentina.   Den ligger i provinsen Misiones, i den nordöstra delen av landet, 800 km norr om huvudstaden Buenos Aires. Fachinal ligger 236 meter över havet och antalet invånare är 990.
Terrängen runt Fachinal är huvudsakligen platt. Fachinal ligger uppe på en höjd. Närmaste större samhälle är San José, 16,7 km söder om Fachinal.
I omgivningarna runt Fachinal växer huvudsakligen savannskog. Runt Fachinal är det ganska tätbefolkat, med 155 invånare per kvadratkilometer.